# Javi Navarro
Javi Navarro, właśc. Francisco Javier Vicente Navarro (ur. 6 lutego 1974 roku w Walencji) – hiszpański piłkarz grający na pozycji obrońcy.

## Kariera
Profesjonalną karierę Navarro zaczął w sezonie 1993/1994 w Valencia CF. Jednak więcej meczów grał w drugim zespole, aniżeli w pierwszym. Kolejny sezon spędził już w CD Logrones. W tej sporo słabszej drużynie niż Valencia wystąpił w zaledwie 15 meczach. Następne 5 lat Javi ponownie grał w barwach Valencii. Można powiedzieć, że był to czas stracony. Od sezonu 1995/1996 do sezonu 1998/1999 grał w pierwszej drużynie, lecz ostatni sezon stał pod znakiem gier w Valencii B. Hiszpan nie dostawał wielu szans gry, więc postanowił przenieść się do drugoligowego Elche CF. To był mocny krok do przodu w karierze 26-letniego wówczas piłkarza. Przez rok zagrał w 33 meczach ligowych, co spowodowało, że w kolejnym sezonie Navarro kopał piłkę już dla Sevilli, w którym występuje do dziś. W obecnym klubie Navarro ma pewne miejsce w meczowej jedenastce; jeżeli nie gra, to z powodu kartek lub kontuzji.
Pierwsze sukcesy odnosił jeszcze grając w Valencii - zdobył tutaj Copa del Rey. Nie przyczynił się jednak zbytnio do tego triumfu, ponieważ - jak wspomniano - w Valencii Navarro sobie nie pograł. Natomiast sukcesy Sevilli to w dużej mierze także jego zasługa. Te sukcesy to: Puchar UEFA i Superpuchar Europy UEFA w sezonie 2005/2006.
Navarro jest jednym z najstarszych debiutantów w historii reprezentacji Hiszpanii. Zadebiutował w wieku 32 lat - w październiku 2006 roku w meczu z Rumunią.
W maju 2009 roku postanowił zakończyć karierę piłkarską z powodu kontuzji kolana.